# Grand Prix de Macao de Formule 3 1987
Le Grand Prix de Macao de Formule 3 1987 est la 34e édition de l'épreuve macanaise réservée aux monoplaces de Formule 3. Elle s'est déroulée le 29 novembre 1987 sur le tracé urbain de Guia.

## Participants
| No | Pilotes                | Voiture            | Écurie                                    |
| -- | ---------------------- | ------------------ | ----------------------------------------- |
| 1  | Andy Wallace           | Reynard Alfa Romeo | Madgwick Motorsport                       |
| 2  | Thomas Danielsson (en) | Reynard Alfa Romeo | Madgwick Motorsport                       |
| 3  | Julian Bailey          | Reynard Alfa Romeo | Reynard R&D                               |
| 5  | Maurício Gugelmin      | Ralt Alfa Romeo    | West Surrey Racing (en) / Theodore Racing |
| 6  | Bertrand Gachot        | Ralt Alfa Romeo    | West Surrey Racing (en) / Theodore Racing |
| 7  | Emanuele Pirro         | Reynard Volkswagen | Eddie Jordan Racing / Theodore Racing     |
| 8  | Johnny Herbert         | Reynard Volkswagen | Eddie Jordan Racing / Theodore Racing     |
| 9  | Jan Lammers            | Ralt Toyota        | Intersport Engineering / Flying Tigers    |
| 10 | Damon Hill             | Ralt Toyota        | Intersport Engineering / Flying Tigers    |
| 11 | Martin Donnelly        | Ralt Toyota        | Toyota Tom's Racing                       |
| 12 | Stefano Modena         | Reynard Alfa Romeo | Euroteam Cipa                             |
| 14 | Eugenio Visco          | Reynard Alfa Romeo | Euroteam Cipa                             |
| 15 | Mike Thackwell         | Reynard Toyota     | David Price Racing                        |
| 16 | Jean Alesi             | Dallara Alfa Romeo | Oreca                                     |
| 17 | Didier Artzet          | Dallara Alfa Romeo | Oreca                                     |
| 18 | Johnny Dumfries        | Ralt Volkswagen    | Volkswagen Motorsport                     |
| 20 | Ross Cheever           | Ralt Toyota        | Funaki Racing                             |
| 21 | Éric Bernard           | Ralt Alfa Romeo    | Écurie Elf                                |
| 23 | Bernd Schneider        | Dallara Volkswagen | Schübel Rennsport                         |
| 24 | Joachim Winkelhock     | Reynard Volkswagen | WTS Racing Team                           |
| 25 | Enrico Bertaggia       | Dallara Alfa Romeo | Forti Corse                               |
| 28 | Mauro Martini          | Dallara Alfa Romeo | Forti Corse                               |
| 26 | Fabien Giroix          | Dallara Alfa Romeo | Équipe Serge Saulnier                     |
| 27 | Akiro Morimoto         | Reynard Toyota     | Team Kitamura                             |
| 29 | Michael Johansson      | Ralt Alfa Romeo    | Canon Team Sweden                         |
| 30 | Rickard Rydell         | Reynard Volkswagen | Picko Troberg Racing                      |
| 31 | Hanspeter Kaufmann     | Ralt Volkswagen    | Schroder Motorsport                       |
| 32 | David Scott            | Ralt Nissan        | Le Mans Motor Corporation                 |
| 33 | Maurizio Sandro Sala   | Ralt Nissan        | Le Mans Motor Corporation                 |
| 34 | Éric Bachelart         | Ralt Volkswagen    | Sport Auto Racing                         |
| 35 | Didier Theys           | Ralt Volkswagen    | KTR                                       |
| 36 | Shigeki Matsui (ja)    | Reynard Volkswagen | KM2 Motorsport                            |
| 37 | Akihiko Nakaya         | Ralt Volkswagen    | VW Asia Motorsport                        |

## Course
Qualification
| Ligne                         | Positions sur la grille de départ,     | Positions sur la grille de départ,        | Positions sur la grille de départ, |
| ----------------------------- | -------------------------------------- | ----------------------------------------- | ---------------------------------- |
| 1re                           | 1. Martin Donnelly (2 min 24 s 340)    | 2. Stefano Modena (2 min 24 s 510)        |                                    |
| 2e                            | 3. Emanuele Pirro (2 min 24 s 910)     | 4. Johnny Herbert (2 min 25 s 340)        |                                    |
| 3e                            | 5. Bertrand Gachot (2 min 26 s 110)    | 6. Joachim Winkelhock (2 min 26 s 150)    |                                    |
| 4e                            | 7. Julian Bailey (2 min 26 s 240)      | 8. Maurício Gugelmin (2 min 26 s 480)     |                                    |
| 5e                            | 9. Mike Thackwell (2 min 26 s 520)     | 10. Enrico Bertaggia (2 min 26 s 680)     |                                    |
| 6e                            | 11. Jan Lammers (2 min 26 s 830)       | 12. Éric Bernard (2 min 27 s 030)         |                                    |
| 7e                            | 13. Thomas Danielsson (2 min 27 s 310) | 14. Damon Hill (2 min 27 s 380)           |                                    |
| 8e                            | 15. Johnny Dumfries (2 min 27 s 390)   | 16. Bernd Schneider (2 min 27 s 440)      |                                    |
| 9e                            | 17. Didier Artzet (2 min 27 s 450)     | 18. Andy Wallace (2 min 27 s 750)         |                                    |
| 10e                           | 19. Éric Bachelart (2 min 27 s 840)    | 20. Maurizio Sandro Sala (2 min 28 s 020) |                                    |
| 11e                           | 21. Jean Alesi (2 min 28 s 220)        | 22. David Scott (2 min 28 s 350)          |                                    |
| 12e                           | 23. Fabien Giroix (2 min 28 s 430)     | 24. Mauro Martini (2 min 28 s 570)        |                                    |
| 13e                           | 25. Michael Johansson (2 min 28 s 620) | 26. Ross Cheever (2 min 28 s 880)         |                                    |
| 14e                           | 27. Akiro Morimoto (2 min 29 s 060)    | 28. Didier Theys (2 min 29 s 170)         |                                    |
| 15e                           | 29. Rickard Rydell (2 min 29 s 720)    | 30. Akihiko Nakaya (2 min 30 s 060)       |                                    |
| Nq.                           | 31. Eugenio Visco (2 min 30 s 200)     | 32. Hanspeter Kaufmann (2 min 31 s 150)   |                                    |
| Nq.                           | 33. Shigeki Matsui (2 min 33 s 620)    | -                                         |                                    |
| Légende : Nq. → Non qualifié. |                                        |                                           |                                    |

Résultat
Le meilleur tour est effectué par Bernd Schneider en 2 min 23 s 050 (153,890 km/h),.
| Pos. | no | Pilote               | Voiture            | Tours | Temps/Abd.       |
| ---- | -- | -------------------- | ------------------ | ----- | ---------------- |
| 1    | 11 | Martin Donnelly      | Ralt Toyota        | 20    | 48 min 33 s 820  |
| 2    | 9  | Jan Lammers          | Ralt Toyota        | 20    | + 7 s 460        |
| 3    | 23 | Bernd Schneider      | Dallara Volkswagen | 20    | + 37 s 530       |
| 4    | 3  | Julian Bailey        | Reynard Alfa Romeo | 20    | + 37 s 710       |
| 5    | 5  | Maurício Gugelmin    | Ralt Alfa Romeo    | 20    | + 43 s 650       |
| 6    | 25 | Enrico Bertaggia     | Dallara Alfa Romeo | 20    | + 51 s 720       |
| 7    | 17 | Didier Artzet        | Dallara Alfa Romeo | 20    | + 57 s 870       |
| 8    | 21 | Éric Bernard         | Ralt Alfa Romeo    | 20    | + 58 s 120       |
| 9    | 18 | Johnny Dumfries      | Ralt Volkswagen    | 20    | + 1 min 11 s 030 |
| 10   | 34 | Éric Bachelart       | Ralt Volkswagen    | 20    | + 1 min 11 s 600 |
| 11   | 32 | David Scott          | Ralt Nissan        | 20    | + 1 min 30 s 940 |
| 12   | 1  | Andy Wallace         | Reynard Alfa Romeo | 20    | + 5 min 23 s 200 |
| 13   | 20 | Ross Cheever         | Ralt Toyota        | 19    | + 1 tour         |
| 14   | 29 | Michael Johansson    | Ralt Alfa Romeo    | 19    | + 1 tour         |
| 15   | 12 | Stefano Modena       | Reynard Alfa Romeo | 18    | + 2 tours        |
| 16   | 37 | Akihiko Nakaya       | Ralt Volkswagen    | 18    | + 2 tours        |
| 17   | 27 | Akiro Morimoto       | Reynard Toyota     | 18    | + 2 tours        |
| 18   | 8  | Johnny Herbert       | Reynard Volkswagen | 18    | + 2 tours        |
| 19   | 33 | Maurizio Sandro Sala | Ralt Nissan        | 17    | + 3 tours        |
| 20   | 10 | Damon Hill           | Ralt Toyota        | 17    | + 3 tours        |
| 21   | 30 | Rickard Rydell       | Reynard Volkswagen | 17    | + 3 tours        |